# Satou Sabally
Isatou „Satou“ Sabally (* 25. April 1998 in New York City, New York) ist eine deutsche Basketballspielerin, die in der Women’s National Basketball Association (WNBA) für die Phoenix Mercury spielt.

## Laufbahn
Satou Sabally wurde als zweites von sieben Kindern eines gambischen Vaters und einer deutschen Mutter in New York City geboren. Mit drei Jahren zog ihre Familie nach Berlin, wo sie ihre Basketballkarriere beim Deutschen Basketball Club (DBC) Berlin begann. Ihre jüngere Schwester Nyara ist ebenfalls Basketballspielerin und wurde 2022 im WNBA-Draft von New York Liberty in der ersten Runde ausgewählt.
Nach ihrem Wechsel zum TuS Lichterfelde spielte sie bereits mit 14 Jahren in der ersten Mannschaft in der 2. Bundesliga. Mit 16 war sie bereits Stammspielerin und in der Saison 2014/2015 avancierte sie mit den Team-Höchstwerten von durchschnittlich 17,1 Punkten und 7,4 Rebounds pro Spiel zur Führungsspielerin. In der Weiblichen Nachwuchs-Bundesliga (WNBL) war Satou Sabally in der Hauptrunde der Saison 2014/2015 mit durchschnittlich 34,5 Punkten pro Spiel die erfolgreichste Werferin. Zur Saison 2015/2016 unterschrieb sie einen Vertrag beim Erstligisten Eisvögel USC Freiburg. In der Saison 2016/17 erzielte sie in der Bundesliga im Schnitt 10,1 Punkte je Begegnung für die Eisvögel und verdoppelte damit ihren Wert der Vorsaison.
2017 wechselte Sabally an die University of Oregon in die Vereinigten Staaten. Ein Jahr später stieß auch ihre jüngere Schwester Nyara zum Oregon-Kader. Im Spieljahr 2019/20 war sie mit 16,2 Punkten pro Begegnung drittbeste Korbschützin der Hochschulmannschaft und stand bei ihren 29 Einsätzen stets in der Anfangsaufstellung. Sie gewann mit ihrer Mannschaft jedes Jahr die Meisterschaft der Pacific-12 Conference. Sabally wurde 2020 mit dem „Cheryl Miller Award“ als beste Flügelspielerin des Landes ausgezeichnet und wurde in die Mannschaften der WBCA First-Team All-America und All-Pac-12 gewählt.
Im Februar 2020 gab sie bekannt, auf das vierte und letzte Jahr an der University of Oregon zu verzichten, um sich für das im April 2020 stattfindende Draftverfahren der WNBA anzumelden. In mehreren Vorschauen wurde die Berlinerin als Anwärterin auf den dritten Draftplatz erachtet, am Ende wurde sie beim WNBA Draft 2020 an zweiter Stelle nach ihrer College-Kollegin Sabrina Ionescu von den Dallas Wings ausgewählt. Dies stellt die höchste Position eines deutschen Spielers sowohl im WNBA- als auch im NBA-Draft dar. An 22. Stelle wurde ihre Nationalmannschaftskollegin Luisa Geiselsöder ebenfalls von Dallas ausgewählt. Im Mai 2020 wurde sie von Fenerbahçe İstanbul verpflichtet, um dort außerhalb der WNBA-Saison zu spielen. Mit Fenerbahçe gewann sie 2021 den Meistertitel in der Türkei, nachdem man in sämtlichen 34 Saisonspielen siegreich geblieben war. In der Saison 2021/22 wurde sie mit den Istanbulerinnen Zweite in der EuroLeague und im Mai 2022 zum zweiten Mal türkische Meisterin.
2023 wurde Satou Sabally als erste deutsche Spielerin mit dem WNBA Most Improved Player Award ausgezeichnet. Ebenfalls 2023 wechselte Sabally nach China zu den Shandong Six Stars, für die sie von Oktober bis Dezember 2023 aktiv war.
Satou Sabally war Teil der ersten Saison der 3x3-Basketballliga Unrivaled und spielt dort für Phantom BC.
Anfang 2025 wechselte Sabally von Dallas zu den Phoenix Mercury. Aufgrund ihrer starken Leistungen zu Beginn der Saison 2025 wurde sie am 30. Juni 2025 zum dritten Mal nach 2021 und 2023 ins WNBA All-Star Team gewählt.

## Nationalmannschaft
In den Auswahlmannschaften des Deutschen-Basketball-Bundes war die Berlinerin stets Leistungsträgerin. Die Jugendnationalspielerin war bei der B-Europameisterschaft 2014 maßgeblich am Gewinn der U-16-B-Europameisterschaft und dem damit verbundenen Aufstieg in die A-Gruppe beteiligt. Im Finale gegen England erzielte sie mit 34 Punkten die Hälfte aller deutschen Punkte und trug so maßgeblich zum 68:54-Sieg Deutschlands bei. Mit 20,1 Punkten pro Spiel war sie die beste Korbschützin dieser B-Europameisterschaft. 2018 gelang ihr der Sprung in die Damen-Nationalmannschaft.
Mit der Nationalmannschaft erreichte sie die Teilnahme an Olympia 2024 in Paris. Trotz einer Schulterverletzung an ihrem linken Wurfarm erzielte sie beim entscheidenden 75:73-Sieg gegen Brasilien in der Qualifikation 20 Punkte, fast alle mit ihrer schwächeren rechten Hand.
Bei den Olympischen Spielen 2024 überstand Deutschland die Gruppenphase und Sabally wurde als eine der zehn besten Spielerinnen des Turniers in die zweite Olympiaauswahl berufen.